# Haw Par Villa

Das Eingangstor zum Park, 2003

Die Haw Par Villa (chinesisch 虎豹別墅 / 虎豹别墅, Pinyin Hǔ Bào biéshù, Pe̍h-ōe-jī Hó͘ Pà pia̍t-sú) ist ein Park der chinesischen Märchen und Mythen in Singapur. Er wurde 1937 für 1 Mio. Singapur-Dollar erbaut und nach zwei Jahren Bauzeit fertiggestellt. Auftraggeber war der Burmese Aw Boon Haw, der die Anlage als Domizil für seinen jüngeren Bruder Aw Boon Par erstellen ließ.
Das wohl bekannteste Produkt der beiden Brüder ist der Tiger Balm, ein weltweit erhältliches Einreibemittel. Der ursprüngliche Name des Parks lautete (bis 1985) Tiger Balm Gardens.
Auf dem Gelände befinden sich über 1000 Statuen und 150 große Darstellungen rund um chinesische Legenden, Folklore und die Lehren des Konfuzius.
1985 wurden der Park mit Fahrgeschäften und Spezialeffekten ausgestattet, was jedoch nicht den erhofften Erfolg hatte.
Inzwischen werden sie nicht mehr betrieben und das Gelände in seinen ursprünglichen Zustand zurückversetzt.
Neben den Hauptattraktionen des Parks kann eine Kopie des berühmten Tiger Car besichtigt werden. Ursprünglich ein deutscher NSU, gebaut 1927, mit Tigerstreifen und einem großen Tigerkopf als Kühler. Das Original wurde während der japanischen Besatzung Singapurs zerstört. Die Kopie ist ein 1925er Buick, umgebaut nach alten Fotos des Originals.
Ebenfalls auf dem Gelände beheimatet ist das neue Jadehaus (englisch Jade House) mit über 150 Jadestücken aus der Sammlung der beiden Brüder die zwischen 1932 und 1939 entstand. Das Original des Jadehauses befand sich an der Nassim Road und wurde 1990 abgerissen.
Der Eintritt ist frei. Zutritt zum Jadehaus sowie den 10 Kammern der Hölle – englisch 10 Courts of Hell – (十殿阎罗 – „Zehn Kammern des Yama“) kostet 1 SGD für Erwachsene und 0,50 SGD für Kinder.

## Besucherzahlen
| Besucherzahlen der Haw Par Villa | Besucherzahlen der Haw Par Villa | Besucherzahlen der Haw Par Villa | Besucherzahlen der Haw Par Villa |
| -------------------------------- | -------------------------------- | -------------------------------- | -------------------------------- |
| Zeitraum                         | Jan.–Dez. 2002                   | Jan.–Dez. 2003                   | Jan.–Apr. 2004                   |
| Besucher                         | 222.700                          | 152.300                          | 72.200                           |
| Durchschnitt pro Monat           | 18.600                           | 12.700                           | 18.000                           |
| Quelle: Singapore Tourism Board  |                                  |                                  |                                  |